# Neuvy-au-Houlme
Neuvy-au-Houlme é uma comuna francesa na região administrativa da Normandia, no departamento Orne. Estende-se por uma área de 15,57 km². Em 2010 a comuna tinha 212 habitantes (densidade: 13,6 hab./km²).